# Sonya Thomas

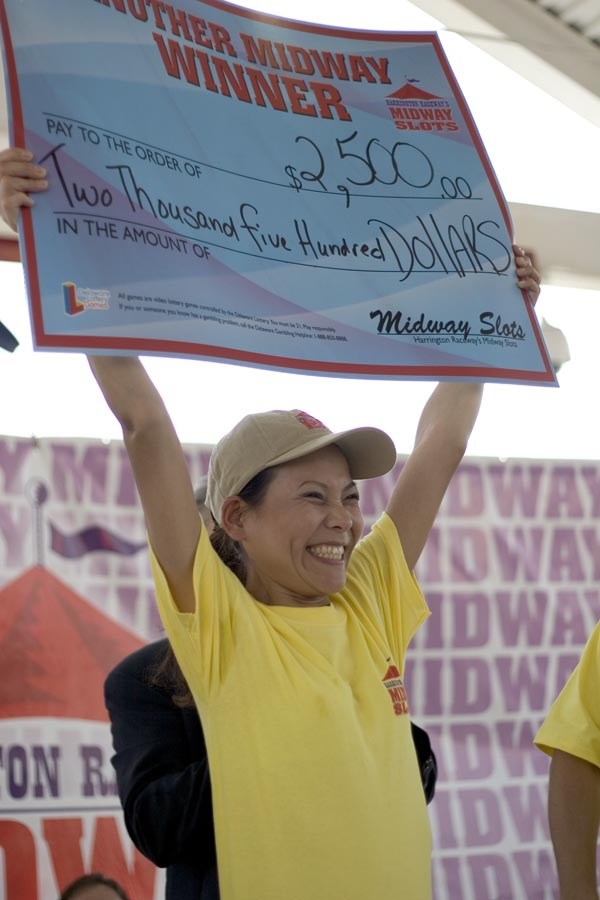
Sonya Thomas.

Sonya Thomas  (nacida como Lee Sun-kyung; 26 de julio de 1967) es una comedora competitiva estadounidense originaria de Corea del Sur, que se encuentra en el primer puesto del ranking coreano. Entró en la federeción internacional de comedores competitivos (IFOCE) en 2003.
Con sólo 45 kg, Sonya Thomas tiene 29 récords mundiales y se encuentra quinta en el ranking mundial, y primera entre las mujeres que participan. Su apodo "la Viuda negra" hace referencia a su habilidad de eliminar a todos los hombres de las competencias y seguir comiendo.

## Entrenamiento
Ella realiza una sola gran comida al día en la cual come muchos vegetales y frutas frescas, y siempre evita la comida basura. Su entrenamiento físico consiste en caminar rápido durante dos horas en una cinta inclinada cinco veces a la semana.

## Récords mundiales
Los récords mundiales de Sonya Thomas incluyen:
- 56 hamburguesas en 8 minutos
- 65 huevos duros en 6 minutos y 40 segundos
- 5 kilos de cheesecake en 10 minutos
- 80 nuggets de pollo en 5 minutos
- 2.60 kilos de puntas de espárragos fritos en 10 minutos
- 167 alitas de pollo a la salsa barbacoa en 32 minutos
- 40 pasteles de cangrejo en 12 minutos
- 44 langostas (5.2 kilos de carne) en 12 minutos,
- 46 docenas de ostras (552 ostras) en 10 minutos
- 4.8 kilos de albóndigas en 12 minutos